# Neoblattella mista
Neoblattella mista − gatunek karaczana z rodziny zadomkowatych i podrodziny Pseudophyllodromiinae.

## Taksonomia
Gatunek opisali w 2011 roku S. M. Lopes i A. Khouri na podstawie pojedynczego okazu samca odłowionego w brazylijskiej Amazonii w 1955 roku przez P. Bührnheima.

## Opis
Długość ciała samca wynosi 24 mm. Ubarwiony jest jasnobrązowo. Głowa mała, prawie trójkątna, z brązowymi kropkami na nadustku i przestrzeni międzyocznej oraz małymi ciemnobrązowymi kropkami na czole. Czułki długie i omszone. Głaszczki szczękowe o członach pierwszym i drugim mniejszych niż trzeci i czwarty, a piątym największym, omszonym i łopatkowatym. Przedplecze eliptyczne ze środkowym dyskiem sześciokątnym, pokrytym rozproszonymi, symetrycznymi ciemnobrązowymi kropkami. Odnóża ciemnobrązowe z jasnobrązowymi nasadami kolców. Pulvilli obecne na segmentach stóp, a najsilniej rozwinięte na czwartym. Arolia brązowe, długościom dorównujące pazurkom. Przednie uda z rzędem kolców na krawędzi brzuszno-głowowej, których rozmiar maleje ku wierzchołkowi, czterema dużymi kolcami na krawędzi brzuszno-końcowej i dodatkowym wierzchołkowym. Pokrywy i skrzydła z ciemnobrązowymi wierzchołkami. Pokrywy o polu brzegowym wydłużonym, wąskim i nieco wypukłym, polu nasadowym wydłużonym, wypukłym i skośnie żyłkowanym, polu dyskoidalnym szerokim, wypukłym i żyłkowanym podłużnie, a polu analnym wypukłym i szerokim. Odwłok żółto-brązowy z ciemniejszymi brzegami. Płytka nadanalna orzęsiona, nieco powiększona, o części środkowej wystającej i prostej. Płyka subgenitalna symetryczna i szeroka. Przysadki odwłokowe 12-członowe, ostro ścięte. Wyrostki rylcowe długie i ścięte. Narządy płciowe o lewym fallomerze pośrodku zesklerotyzowanym i na wierzchołku zaokrąglonym, prawym haczykowatym, a środkowym sklerycie dwuwidlastym.

## Rozprzestrzenienie
Gatunek znany wyłącznie z rejonu rzeki Rio Urucu w brazylijskim stanie Amazonas.